# Ain (rivier)
De Ain is een Franse rivier. Haar bron bevindt zich vlak bij de Zwitserse grens in het Juragebergte, ten zuiden van Nozeroy.
De lengte van de Ain is 190 km en ze mondt uit in de Rhône nabij Anthon op een hoogte van 186 meter. De Ain is qua debiet de op drie na grootste zijrivier van de Rhône.

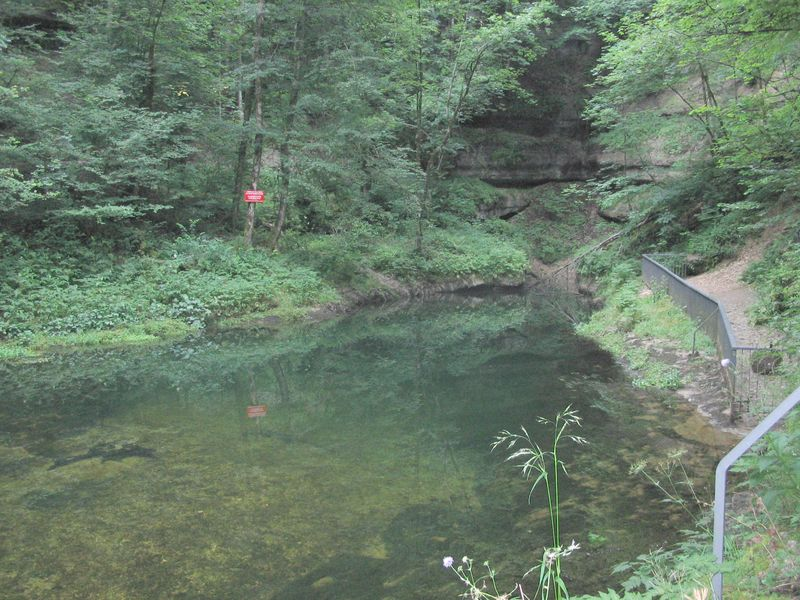
Bron van de Ain (2005)
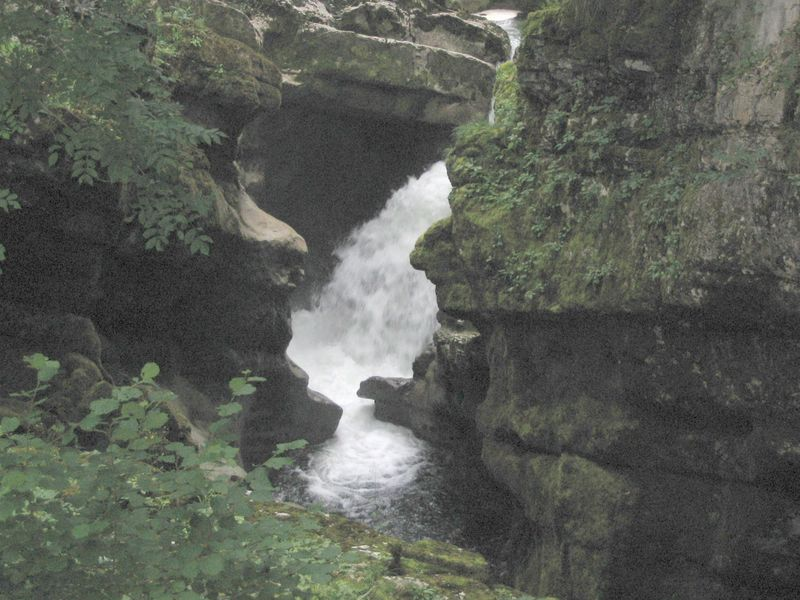
Perte de l'Ain (2005)

- Bibliothèque nationale de France: cb11943022q (data)
- Gemeinsame Normdatei: 4472146-8
- MusicBrainz: afdd99a3-2031-495e-aa92-68b5dcee2fa1
- Système universitaire de documentation: 027374831
- Virtual International Authority File: 8281148574369624430004